# Pytalovo
Pytalovo (en russe : Пыталово) est une ville de l'oblast de Pskov, en Russie, et le centre administratif du raïon de Pytalovo. Sa population s'élevait à 5 447 habitants en 2014.

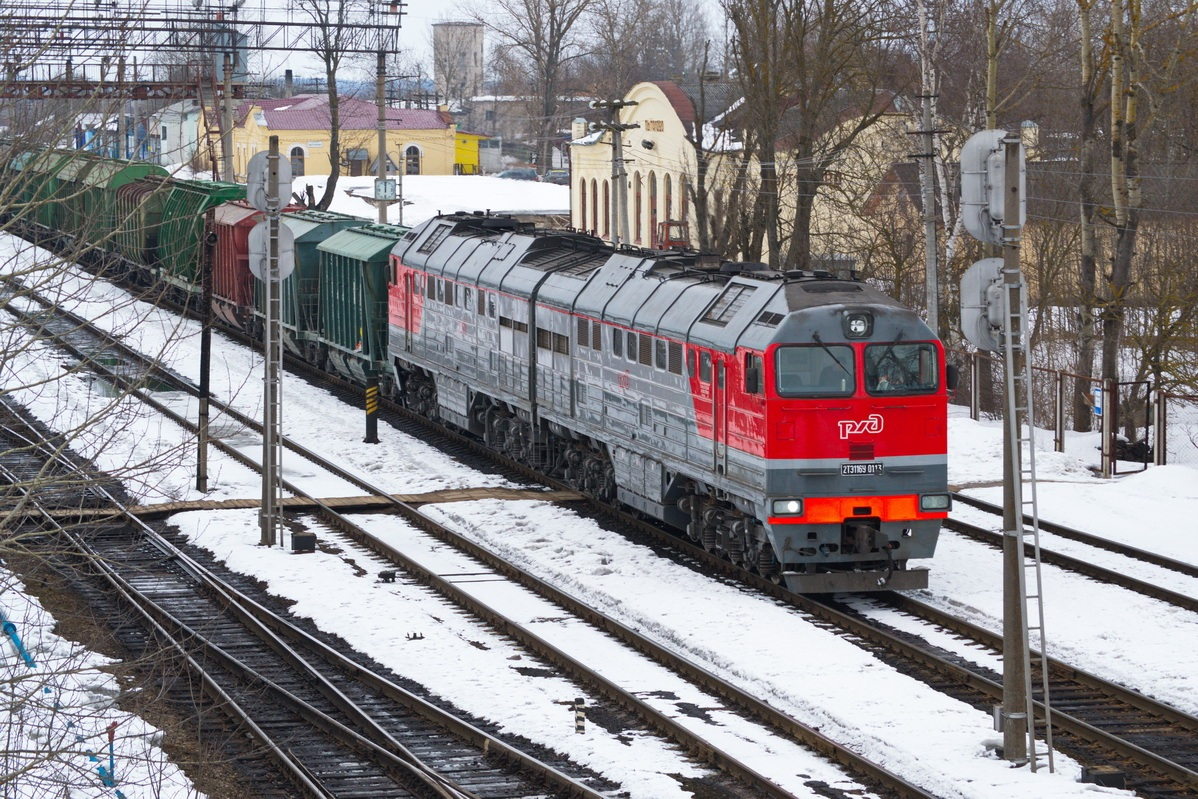
Un train en gare de Pytalovo.

## Géographie
Pytalovo se trouve à 87 km — 102 km par la route — au sud-ouest de Pskov.

## Histoire
Par le Traité de paix de Riga, signé en 1920 entre la Lettonie et la Russie bolchévique, une partie de l'ouïezd d'Ostrov, y compris Pytalovo, fut rattachée à la Lettonie. La ville fut alors connue par son nom letton, Jaunlatgale. En 1938, le nom officiel fut modifié en Abrene. Durant l'entre-deux-guerres, elle était le chef-lieu de l'un des districts de la Lettonie.
Après la Seconde Guerre mondiale, l'Union soviétique rattacha Abrene et la partie orientale du district d'Abrene de la république socialiste soviétique de Lettonie à l'oblast de Pskov de la RSFS de Russie. La plupart des habitants lettons quittèrent alors la ville, qui fut rebaptisée Pytalovo. Ce changement de juridiction a été un sujet de désaccord entre la Lettonie et la Russie après la dislocation de l'Union soviétique. Pytalovo est la plus grande ville du territoire contesté. Le Traité frontalier letto-russe signé à Moscou le 27 mars 2007 a réglé le différend frontalier entre les deux pays.

## Population
Recensements (*) ou estimations de la population
| 1959* | 1970* | 1979* | 1989* | 2002* |
| ----- | ----- | ----- | ----- | ----- |
| 3 519 | 4 135 | 5 409 | 7 166 | 6 806 |

| 2006  | 2010* | 2012  | 2013  | 2014  |
| ----- | ----- | ----- | ----- | ----- |
| 6 542 | 5 826 | 5 687 | 5 574 | 5 447 |

## Patrimoine
Les centres d'intérêt de Pytalovo sont la gare ferroviaire construite au début du XXe siècle, l'église en bois Saint-Nicolas, construite en 1931, le bureau de poste (début du XXe siècle) et la maison du marchand Iliin (années 1920), située au no 9 de la rue Pouchinskaïa.